# آلساندرو پشی
آلساندرو پشی (ایتالیایی: Alessandro Pesci؛ زادهٔ ۹ اکتبر ۱۹۶۰) فیلم‌بردار اهل ایتالیا است. او که در رم متولد شده، در مدرسه سینمایی گومو آموزش فیلم‌برداری دیده است. او برای فیلم ما یک پاپ داریم اثر نانی مورتی، برنده جایزه دیوید دی دوناتلو برای بهترین فیلم‌برداری شد. او برای دریافت دیوید دی دوناتلو در رشته بهترین فیلم‌برداری در سال ۲۰۰۷ با فیلم ناپلئون و من، در سال ۲۰۰۸ با فیلم آشوب خاموش و در سال ۲۰۱۲ با فیلم ما یک پاپ داریم نامزد شد.
از فیلم‌ها یا مجموعه‌های تلویزیونی که وی در آن‌ها نقش داشته است، می‌توان به فارغ التحصیلان، ما یک پاپ داریم، آغوش و بوسه، پاینده‌باد ایتالیا و قطعات نمایشی کوتاه اشاره نمود.